# Albert Sigurður Guðmundsson

Albert Sigurður Guðmundsson

Albert Sigurður Guðmundsson (* 5. Oktober 1923; † 7. April 1994) war ein isländisch-französischer Fußballspieler und Politiker. Er war der erste isländische Profifußballer und spielte etwa für Glasgow Rangers, FC Arsenal, FC Nancy und AC Mailand. Nach dem Ende seiner sportlichen Karriere wurde er als Mitglied der Unabhängigkeitspartei Abgeordneter des isländischen Parlaments Althing und später Finanz- und Industrieminister.

## Leben

### Karriere als Profifußballer
Albert Guðmundsson spielte für den Verein Valur Reykjavík. Ab 1944 studierte er Wirtschaft am Skerry's College in Glasgow. So begann seine Karriere im Ausland bei den Glasgow Rangers. Schon nach kurzer Zeit wechselte er zu Arsenal nach London, wo er bei den Amateuren spielte. Erste Freundschafts- und Erstligaspiele absolvierte er im Oktober 1946. Nach Gerard Keyser war er der zweite Arsenal-Spieler, der nicht von den Britischen Inseln stammte.
Bei einem Spiel gegen Racing Paris wurde dieser Verein auf ihn aufmerksam und wollte ihn engagieren. Da Albert in Großbritannien keine Arbeitserlaubnis erhielt und daher nicht Profi werden konnte, suchte er ohnehin nach Alternativen. Das Angebot von RC Paris nahm er nicht an, wechselte aber zu einem anderen französischen Club, dem FC Nancy. Seine erste Saison bei Nancy beendete er als bester Torjäger und schoss zwei Tore in jedem Cup-Spiel.
1948 wechselte er zum AC Mailand. Bei einem Spiel gegen Lazio Rom brach er sich das Knie. Obwohl eine Operation durch den Teamarzt des AC-Mailand-Rivalen Inter Mailand möglich schien, stimmte Alberts Team dieser nicht zu. Er stieg daher auf eigene Kosten aus dem Vertrag aus und ließ die Operation durchführen, welche auch glückte.
Nach seiner Genesung kehrte er nach Frankreich zurück und spielte noch für mehrere Erstligavereine – darunter von 1949 bis 1952 auch für Racing Paris, mit dem er 1950 das französische Pokalfinale gegen Stade Reims verlor, und den OGC Nizza (1952/53) –, bevor er 1954 seine Profikarriere beendete.
1967 wurde ihm vom Isländischen Fußballverband (KSÍ) das silberne Ehrenzeichen verliehen. Zwischen 1968 und 1973 war er Vorsitzender des KSÍ. Im Jahr seines Rücktritts erhielt er das goldene Ehrenzeichen des KSÍ für seine Verdienste um den isländischen Fußball.

### Politische Laufbahn
Nach seiner Rückkehr nach Island im Jahr 1956 führte er eine erfolgreiche Boutique für französische Frauenmode. Später erweiterte er sein Importgeschäft um weitere Waren, weiterhin hauptsächlich um französische Waren.
Er trat der Unabhängigkeitspartei bei und wurde 1970 in den Stadtrat von Reykjavík gewählt. Er behielt dieses Amt bis 1986.
Im Jahr 1974 wurde er in das isländische Parlament Althing gewählt. Bei den Präsidentschaftswahlen 1980 verlor er gegen Vigdís Finnbogadóttir. 1983 wurde er Finanzminister. Von 1985 bis 1987 war er Industrieminister. Ein Steuerskandal zwang ihn zum Rücktritt.
Da er sich von der Unabhängigkeitspartei schlecht unterstützt fühlte, verließ er diese kurz nach seinem Rücktritt und nur wenige Wochen vor der Parlamentswahl 1987. Er gründete eine eigene Partei, die Borgaraflokkurinn und trat mit dieser zur Wahl an. Die rechtspopulistische Partei konnte 10,9 % der Stimmen und somit sieben Parlamentsmandate erreichen. Gleichzeitig erlebte die Unabhängigkeitspartei mit nur 27,2 % die schlimmste Niederlage in der Geschichte.
1989 trat Albert Guðmundsson als Parteivorsitzender zurück und wurde als isländischer Botschafter nach Frankreich berufen; dies blieb er bis 1993. In den Jahren 1962 bis 1989 war er bereits französischer Konsul in Island gewesen.